# ستيفان سارازين
ستيفان سارازين (بالفرنسية: Stéphane Sarrazin)‏ مواليد 2 نوفمبر 1974 في غارد، فرنسا، هو سائق راليات فرنسي. شارك في بطولة العالم للراليات. نافس في رالي التحدي عبر القارات.

## روابط خارجية
- ستيفان سارازين على موقع Racing-Reference.info (الإنجليزية)
- ستيفان سارازين على موقع DriverDB.com (الإنجليزية)
- ستيفان سارازين على موقع Rallye-info.com (الإنجليزية)
- ستيفان سارازين على موقع eWRC-results.com (الإنجليزية)